# Џејсон Тери
Џејсон Јуџин Тери (енгл. Jason Eugene Terry; Сијетл, Вашингтон, 15. септембар 1977) је бивши амерички кошаркаш, а тренутни кошаркашки тренер. Играо је на позицијама плејмејкера и бека.

## Каријера

### Средња школа и колеџ
Тери је почео да игра кошарку у родном Сијетлу. Средња школа Франклин коју је похађао, 2. фебруара 2007. је у његову част повукла из употребе дрес са бројем 31. Џејсонов млађи брат Кертис је такође кошаркаш који наступа за универзитет Неваду. Џејсон Тери је студирао на универзитету Аризона са којим је 1997. освојио првенство колеџ екипа. Поред Терија за Аризону су тада играли и Мајк Биби, Мајкл Дикерсон и Мајлс Сајмон.

### НБА
На драфту 1999. изабран је као 10. пик 1. рунде од стране Атланта Хокса. У сезони 2000/01. био је најбољи стрелац екипе са просечно постигнутих 19,7 поена по утакмици. Те сезоне био је и најбољи крадљивац лопти и асистент своје екипе, а постигао је и највише слободних бацања. Пред почетак сезоне 2004/05. трејдован је у Далас Мавериксе. Било му је потребно времена да се прилагоди новој екипи, па је праву форму постигао тек у плеј офу. Те сезоне је у плеј офу просечно бележио 17,5 поена уз проценат из игре од 51%, док је за три поена имао проценат успешности од 49%. Те сезоне је његова екипа у финалу конференције поражена од Финикс Санса.
Наредне сезоне су направили корак даље у плеј офу, и стигли су до NBA финала у коме су поражени од Мајами Хита са 4-2. У последњој утакмици финала, Тери је из игре шутирао 7 од 25, док је за три поена погодио само два пута из 11 покушаја. Након те финалне серије, уговор са Даласом му је истекао. Био је слободан агент само неких 12 сати пре него што је 1. јула 2006. са Даласом потписао нови шестогодишњи уговор.
У сезони 2008/09. изабран је за најбољег шестог играча лиге. У плеј оф утакмици против Лос Анђелес Лејкерса 8. маја 2011. изједначио је рекорд плеј офа по броју постигнутих тројки. Тери је на тој утакмици погодио девет шутева за три поена, што су пре њега учинили Рекс Чепмен, Винс Картер и Реј Ален. Те сезоне је освојио свој први шампионски прстен, након што је у финалној серији његова екипа била боља од Мајами хита са 4-2.

## Успеси

### Клупски
- Далас маверикси:
  - НБА (1): 2010/11.

### Репрезентативни
- Игре добре воље:  2001.

### Појединачни
- Шести играч године НБА (1): 2008/09.
- Идеални тим новајлија НБА — друга постава: 1999/00.